# 泰米市镇
泰米市镇（俄语：Тэмское муниципальное образование）是俄罗斯联邦伊尔库茨克州布拉茨克区所属的一个市镇。其下辖有个居民点，行政中心为泰米。据2016年统计，该市镇的人口为786人。